# Lara Baladi
Pour les articles homonymes, voir Baladi.
Lara Baladi, née en 1969 à Beyrouth, au Liban, est une photographe égypto-libanaise et une artiste multimédia. Elle vit au Caire. Elle expose et publie dans le monde entier. L’ensemble de son travail englobe la photographie, la vidéo, des montages/collages, des installations, des constructions architecturales, des tapisseries, des sculptures et même des parfums. Une grande partie de son travail est le reflet de ses préoccupations sur le contexte socio-politique de l’Égypte.

## Biographie
Née au Liban en 1969 d'un père né au Caire, Lara Baladi étudie en partie à Londres et Paris. En 1997, elle s'installe au Caire,,. Elle y est photographes de presse libanaise, indépendante, travaillant notamment pour des journaux français. Une des expositions de ses travaux photographiques, en 1998, à la galerie Maraya, Sami el Solh de Beyrouth, au Liban, montre sa fascination pour l'Égypte et ses grandes cités : images de rue, de foule, d'anonymes et de passants, scènes de couples, prises de vue dans les mosquées, les églises, les quartiers commerçants, vues de Le Caire by night...
Elle cofonde la Fondation Arabe de l'Image (FIA), pour laquelle elle dirige un magazine et est éditorialiste,. Elle organise des expositions et des résidences d'artistes. En 2003, elle reçoit une bourse de la Fondation du Japon pour une recherche sur le manga et l’anime, à Tokyo. En 2006, elle est commissaire de la résidence d'artiste de Fenenin el Rehal (Artistes nomades) dans le désert de Libye. Elle est représentée au Caire par la Maison de la galerie d'Art contemporain et, à Dubaï, par la galerie IVDE. En 2010, elle participe à un programme de résidence à Karachi, au Pakistan.
Au cours de la révolution égyptienne de 2011, elle participe notamment à deux initiatives : la Radio de la place Tahrir et le cinéma de la place Tahrir. La Radio de la place Tahrir est créée lorsque Lara Baladi et ses amis, ainsi qu'avec d'autres personnes partageant les mêmes idées, commencent à importer , sur ce lieu cairote, l'équipement nécessaire pour démarrer une radio pirate. La Radio de la place Tahrir est la première radio en ligne en Égypte.
Le cinéma de la place Tahrir est cofondé avec Mosireen, un média égyptien à but non lucratif. Le projet sert de plate-forme pour construire et partager une vidéo d'archive pour et sur la révolution. La formation de Lara Baladi, en tant qu'artiste visuel , l’aide à organiser, présenter et partager des documents,,.
Baladi reçoit une bourse de recherche de l'Institut de Technologie du Massachusetts (MIT), de l’Open Documentary Lab, pour 2014 et 2015, pour la création du projet Vox Populi, Archiving a Revolution in the Digital Age, dans le prolongement de cette participation aux mouvements de la place Tahir. Vox Populi est un documentaire multimédia qui se compose d'images et de vidéos qu'elle a collecté depuis le 25 janvier 2011. préservant ainsi ces traces de moments éphémères mais historiques.

### Quelques œuvres
En 2000, elle participe à une exposition collective à la Fondation Cartier à Paris, Le Désert, avec l'Om El Dounia (la Mère du Monde), une vaste mosaïque de photos aux couleurs fortement saturées. Cette œuvre, ludique, comprenant de nombreuses références à la pop culture, est aussi une exploration de l'histoire biblique de la création.
En 2003, une installation intitulée Al Fanous el Sehry (la Lanterne Magique), est montrée à la galerie Townhouse, au Caire, en 2003. Le travail consiste à une grande étoile à huit branches, en acier, d'environ 7 mètres de diamètre, associée à une série de boîtes à lumière, inspirée par les lustres qui pendent dans la mosquée de Mohammed Ali, dans la Citadelle du Caire.
Son installation Roba Vecchia est présentée en 2006 à la Maison de la Galerie, au Caire, puis en 2007 à la biennale de Sharjah et en 2009 à Arabesques, une exposition d'art contemporain arabe au Kennedy Center à Washington, plongeant le visiteur dans une ambiance psychédélique,.
En 2007, elle présente un travail intitulé Justice for the Mother, et dépeignant les dirigeants des pays arabes. Elle considère que cela fait partie d'une série qu'elle appelle la « photographie anthropologique ». Dans cette œuvre, elle puise dans des influences à la fois occidentales et islamiques.
Sandouk el Dounia (Le Monde dans une boîte) est une grande composition de centaines de photographies numérisées,. Le nom de cette pièce fait référence au théâtre de rue traditionnel pour les enfants au Caire. Sandouk est présenté en 2009 au musée d'art de Queens, et en 2011 à la biennale de Venise .
Borg el Amal (Tour de l'espoir) remporte le grand prix du Nil en 2008-2009 à la Biennale du Caire. La source d'inspiration vient de les bidonvilles entourant le Caire connu comme ashwa'iyat (hasard des choses). Son propre tour Borg el Amal a été construit de matériaux similaires à la ashwa'iyat et permis au public de faire l'expérience de la musique sous le ciel. L'ensemble de l'installation est un défi à « la censure de l'Moubarak ère et adressée à l'état de l'ignorance de [la situation sociale] », qui Baladi vu comme un problème qui elle a comparé à une "bombe à retardement sur le point d'exploser." qu'Elle a commandé à Kiev Kamera Orchestre pour effectuer l'Âne Symphonie, Borg el Amal de son composant, lors de la première biennale de Kiev en 2012.
Coffee cups présenté en 2010 à la Galerie Isabelle van den Eynde à Dubaï invite le spectateur dans un monde de contemplation et de réflexion,. En 2008/2010, elle réalise une série, Diary of the Future, après la mort de mon père d'une longue maladie. À partir d'un rituel familial, la lecture dans le marc de café, elle photographie notamment les tasses de chaque personne se relayant au chevet de son père, et assemble ces photos, constituant ainsi une rosace aux multiles arabesques. L'œuvre, intitulés Rose, figure dans une exposition de l'institut du monde arabe à Paris, en 2023, consacré aux parfums d'orient,.
Vox Populi est un documentaire multimédia qui se compose d'images et de vidéos qu'elle a collecté depuis le 25 janvier 2011. préservant ainsi les traces d'un moment éphémère.

## Expositions individuelles (sélection)
- 2015 : Perspectives, Galerie Arthur M. Sackler, Washington, États-Unis
- 2011 : Hope, Galerir Abu Dhabi University, New York États-Unis
- 2010 : Diary of the Future, GalerieIsabelle Van Den Eynde, Dubai, UAE
- 2008 : Surface of Time, Galerie B21, Dubai, Émirats arabes unis
- 2006 : Vers la Lumière, 20 projections sur écran le long d'un kilomètre du bord de la mer sur la soirée d'ouverture de l'Image du Milieu
- East Festival, Copenhagen International Theatre, Danemark
- Roba Vecchia, Townhouse Gallery of Contemporary Art, Le Caire, Égypte
- 2005 : Lansmuseet, Vasternorrland, Harnosand, Sweden, 2005-6
- 2005 : Nikolai, Copenhagen Contemporary Art Centre, Denmark, 2005
- 2005 : Pori Museum, Pori, Finland, 2005
- 2004 : Kai’ro
- 2004 : Bilmuseet, Umea, Suède, 2004
- 2002 : Al Fanous Al Sehry, Townhouse Gallery of Contemporary Art, Cairo, Egypt
- 2001 : Sandouk Al Dounia